# جون ريجنالد ريتشاردسون
جون ريجنالد ريتشاردسون (بالإنجليزية: John Reginald Richardson)‏ (و. 1912 – 1997 م) هو فيزيائي من كندا . ولد في إدمونتون . شارك في مشروع مانهاتن .
توفي في فريمونت (كاليفورنيا)، عن عمر يناهز 85 عاماً.

## التعليم
تعلم في جامعة كاليفورنيا، لوس أنجلوس

## مناصب وهيئات
أدار جامعة ميشيغان.